# Lijst van rijksmonumenten in Achtmaal
De plaats Achtmaal telt 20 inschrijvingen in het rijksmonumentenregister. Hieronder een overzicht.
| Object                                              | Oorspronkelijke functie?  | Bouwjaar              | Architect                 | Locatie                   | Coördinaten?                  | Nr.?   | Afbeelding        |
| --------------------------------------------------- | ------------------------- | --------------------- | ------------------------- | ------------------------- | ----------------------------- | ------ | ----------------- |
| Kerk H. Cornelius                                   | Kerk en kerkonderdeel     | 1863                  | P.J. Soffers              | Pastoor de Bakkerstraat 6 | 51° 27' 13" NB, 4° 35' 2" OL  | 519323 | Meer afbeeldingen |
| Atelierwoning                                       | Woonhuis                  | 1919                  | Margaret Staal-Kropholler | Roosendaalsebaan 15       | 51° 28' 2" NB, 4° 34' 35" OL  | 519327 | Meer afbeeldingen |
| 'Angorahoeve'                                       | Boerderij                 |                       |                           | Roosendaalsebaan 19       | 51° 28' 5" NB, 4° 34' 30" OL  | 41121  | Meer afbeeldingen |
| Wallsteyn: landhuis                                 | Kasteel, buitenplaats     | eerste kwart 19e eeuw |                           | Achtmaalseweg 158a        | 51° 28' 8" NB, 4° 35' 38" OL  | 519517 | Meer afbeeldingen |
| Wallsteyn: parkaanleg                               | Tuin, park en plantsoen   | 1800                  |                           | Achtmaalseweg bij 158A    | 51° 28' 0" NB, 4° 35' 39" OL  | 519519 | Meer afbeeldingen |
| Wallsteyn: koetshuis                                | Bijgebouwen kastelen enz. | 1872                  |                           | Achtmaalseweg bij 158A    | 51° 28' 7" NB, 4° 35' 40" OL  | 519552 | Meer afbeeldingen |
| Wallsteyn: portierswoning                           | Bijgebouwen kastelen enz. | 1900-1925             |                           | Achtmaalseweg bij 158A    | 51° 27' 52" NB, 4° 35' 53" OL | 519553 | Meer afbeeldingen |
| Wallsteyn: boerderij met schuur                     | Bijgebouwen kastelen enz. | 1900-1925             |                           | Achtmaalseweg bij 158A    | 51° 28' 9" NB, 4° 35' 40" OL  | 519554 | Meer afbeeldingen |
| Wallsteyn: open schuren                             | Bijgebouwen kastelen enz. | 1875-1900             |                           | Achtmaalseweg bij 158A    | 51° 28' 5" NB, 4° 35' 39" OL  | 519555 | Meer afbeeldingen |
| Wallsteyn: washuisje                                | Bijgebouwen kastelen enz. | 1850-1875             |                           | Achtmaalseweg bij 158A    | 51° 28' 7" NB, 4° 35' 35" OL  | 519556 | Meer afbeeldingen |
| Wallsteyn: oranjerie                                | Bijgebouwen kastelen enz. | 1800-1825             |                           | Achtmaalseweg bij 158A    | 51° 28' 8" NB, 4° 35' 35" OL  | 519557 | Meer afbeeldingen |
| Wallsteyn: koepel                                   | Tuin, park en plantsoen   | 1900-1925             |                           | Achtmaalseweg bij 158A    | 51° 28' 3" NB, 4° 35' 27" OL  | 519558 | Meer afbeeldingen |
| Wallsteyn: vogelhuis                                | Tuin, park en plantsoen   | 1900-1925             |                           | Achtmaalseweg bij 158A    | 51° 28' 9" NB, 4° 35' 38" OL  | 519559 | Meer afbeeldingen |
| Wallsteyn: tuinhuis                                 | Tuin, park en plantsoen   | 1800-1825             |                           | Achtmaalseweg bij 158A    | 51° 28' 8" NB, 4° 35' 38" OL  | 519568 | Meer afbeeldingen |
| Wallsteyn: hekken                                   | Tuin, park en plantsoen   | 1800-1900             |                           | Achtmaalseweg bij 158A    | 51° 28' 5" NB, 4° 35' 55" OL  | 519569 | Meer afbeeldingen |
| Wallsteyn: zonnewijzersokkel en andere tuinsieraden | Tuin, park en plantsoen   | 1800-1900             |                           | Achtmaalseweg bij 158A    | 51° 28' 7" NB, 4° 35' 40" OL  | 519570 | Upload foto       |